# Yamdenastruikzanger
De yamdenastruikzanger (Horornis carolinae synoniem:Cettia carolinae) is een  endemische vogelsoort van het eiland Yamdena (Tanimbareilanden, Indonesië). Het geslacht Horornis behoort tot de familie van de Cettiidae. De vogel is in 1987 door Frank Gerard Rozendaal voor het eerst beschreven en als eerbetoon aan zijn vrouw Caroline naar haar vernoemd.

## Kenmerken
De yamdenastruikzanger is een kleine zangvogel. De door Rozendaal verzamelde exemplaren waren 11-13 cm lang en wogen 13,5 tot 20,6 gram. De vogel verschilt van direct verwante soorten uit hetzelfde geslacht door een warm roodbruin gekleurd verenkleed, verder verhoudingsgewijs in de maten van vleugels en poten en het geluid.

## Verspreiding en leefgebied
Het leefgebied van de yamdenastruikzanger bestaat uit dichte ondergroei van zowel ongerept regenwoud als van secundair bos. Deze struikzangen komt alleen voor op Yamenda (Tanimbareilanden). De vogel is nog redelijk algemeen in geschikt habitat.

## Status
De yamdenastruikzanger heeft dus een zeer beperkt verspreidingsgebied en daardoor is er de kans op uitsterven. De grootte van de populatie is niet gekwantificeerd en er is verder weinig bekend over deze soort. Op het eiland Yamdena, vooral in het zuiden, vindt ontbossing plaats. Daarom staat deze struikzanger als gevoelig op de Rode Lijst van de IUCN.